# Attila Pintér
Attila Pintér (Salgótarján, 7 maggio 1966) è un allenatore di calcio ed ex calciatore ungherese, di ruolo difensore, tecnico del Mezőkövesd-Zsóry.

## Caratteristiche tecniche
Difensore centrale, ha svolto anche il ruolo di libero nel corso della sua carriera.

## Carriera
Il Ferencvaros lo nota e lo preleva della terza divisione nazionale, facendolo giocare titolare in difesa sin dalla sua prima stagione. Con le Aquile verdi vince una coppa nazionale nel 1991. Gioca anche in Belgio e Cecoslovacchia, prima di chiudere la carriera in patria.
Gioca anche in Nazionale: il 15 ottobre 1986 scende in campo per la prima volta, contro i Paesi Bassi, sfida valida per le qualificazioni a Euro 1988 persa 0-1. Il 19 febbraio 1991, in un'amichevole contro l'Argentina, veste per la prima e unica volta la fascia di capitano. Dal 1992 non è più convocato.
Divenuto un allenatore, si fa notare a metà anni duemila, portando il Ferencvaros a vincere il double nel 2004 e il Sopron a vincere la coppa d'Ungheria l'anno dopo. Nel 2013, durante la sua seconda esperienza alla guida del Gyori ETO, sfiora nuovamente il double: vince il campionato, ma deve abdicare in coppa, superato 2-1 dal Debrecen. Nel dicembre successivo si dimette per divenire commissario tecnico della nazionale ungherese, incarico che mantiene fino al settembre 2014. In seguito allena per un paio d'anni la Puskás Akadémia.

## Palmarès

### Giocatore
- Coppa d'Ungheria: 1

Ferencvaros: 1990-1991

### Allenatore
- Campionato ungherese: 2

Ferencvaros: 2003-2004
Gyori ETO: 2012-2013
- Coppa d'Ungheria: 2

Ferencvaros: 2003-2004
Sopron: 2004-2005